# Ernst-Ludwig-Allee 10 (Buchschlag)

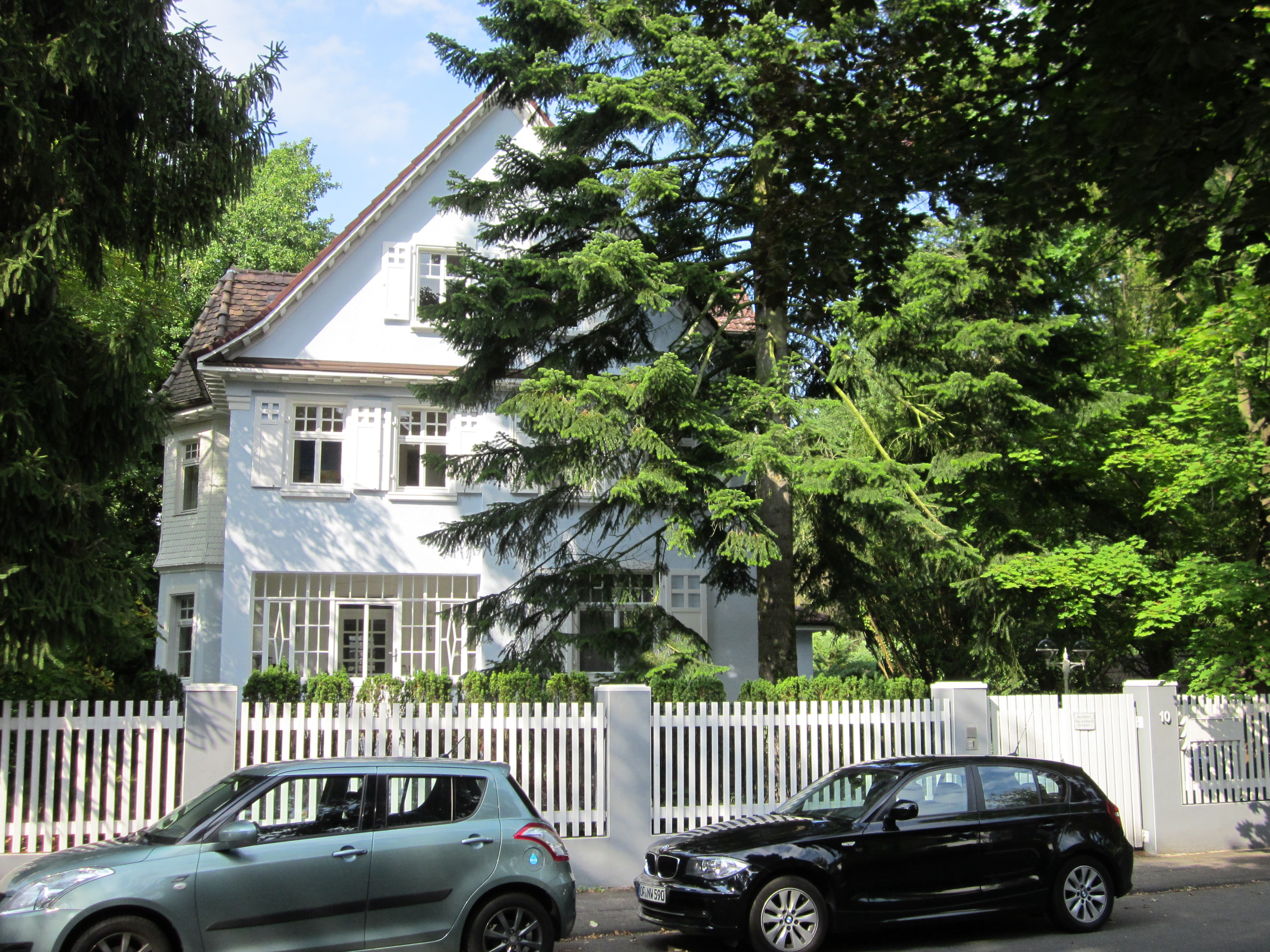
Gebäude Ernst-Ludwig-Allee 10 in Buchschlag

Das Gebäude Ernst-Ludwig-Allee 10 in Buchschlag, einem Stadtteil von Dreieich im südhessischen Landkreis Offenbach, wurde zwischen 1905 und 1910 errichtet. Die Villa in der Villenkolonie Buchschlag ist ein geschütztes Kulturdenkmal.
Das klar gegliederte Satteldachhaus ist ein ungewöhnlicher Bau in der Villenkolonie. Er hat einen zweigeschossigen polygonalen Erker an der Traufseite. Bemerkenswert sind die Feinheit der Fensterversprossung und die Aufteilung der Fensterläden.  